# Gastrancistrus acontes
Gastrancistrus acontes är en stekelart som beskrevs av Walker 1840. Gastrancistrus acontes ingår i släktet Gastrancistrus och familjen puppglanssteklar. Arten är reproducerande i Sverige. Inga underarter finns listade i Catalogue of Life.